# Esquisse d'une théorie des émotions
Pour les articles homonymes, voir esquisse (homonymie).
Esquisse d'une théorie des émotions est un essai rédigé par Jean-Paul Sartre et publié en décembre 1939. Il devait figurer comme partie liminaire d'un essai plus gros : en 1937, Sartre décida « de mettre à jour [ses] idées en commençant un grand livre, La Psyché ». Seulement ce dernier ne sera jamais achevé. C'est donc cette seule partie qui sera publiée.
C'est un essai de phénoménologie qui traite de l'émotion ; autrement dit, Sartre fait l'observation et la description des phénomènes que sont les émotions. L'auteur veut faire de la psychologie phénoménologique : il veut « essayer de [se] placer sur le terrain de la signification et de traiter l'émotion comme phénomène ».
Après l'introduction, dans une première partie, Sartre démonte les théories classiques, puis, dans une seconde partie, les théories psychanalytiques. C'est dans une troisième partie qu'il expose enfin sa théorie phénoménologique sur les émotions.
L'essai a été republié en 1965 aux éditions Hermann avec des illustrations de Geneviève Asse.